# 종합병원 (영화)
《종합병원》(The Hospital)은 미국에서 제작된 아더 힐러 감독의 1971년 코미디, 드라마 영화이다. 조지 C. 스콧 등이 주연으로 출연하였고 하워드 갓프리드 등이 제작에 참여하였다.
이 영화는 아카데미 각본상, 골든 글로브상, WGA, 영국 아카데미 영화상을 받았다.

## 출연

### 주연
- 조지 C. 스콧
- 다이아나 리그

### 조연
- 바나드 휴즈
- 리차드 다이사트
- 스티븐 엘리엇
- 도널드 해론
- 앤드류 던칸
- 낸시 마천드

## 기타
- 협력프로듀서: 잭 그로스버그
- 미술: 진 루돌프
- 의상: 프랭크 L. 톰슨
- 배역: 마리언 더펄티